# Китайско-португальский договор
Китайско-португальский договор (порт. Tratado de Amizade e Comércio Sino-Português; кит. 中葡和好通商條約) — международный договор между Королевством Португалия и маньчжурской Империей Цин, который был подписан 1 декабря 1887 года года (вскоре после Второй опиумной войны) в городе Пекине.
Современные китайские (как ранее и советские) историки относят его к категории «Неравных (неравноправных) договоров» заключённых в середине XIX — начале XX века.
Китайско-португальский договор 1887 года давал Португалии вечные колониальные права на Макао при условии, что Королевство Португалия окажет должную помощь для прекращения контрабанды опиума в регионе. До этого административно-территориальное управление Макао осуществлялось на основе Тяньцзинского двустороннего договора о дружбе и торговле от 13 августа 1862 года который хоть и определял политический и юридический статус Макао, но в нём напрямую не упоминался вопрос о суверенитете колонии.